# Gens Otacilia
Die gens Otacilia (auch Otacilii, deutsch Otacilier) war eine römische Familie (gens) mit dem Gentilnamen Otacilius. Bekannte Namensträger sind:
Die Familie stammte ursprünglich aus Benevent.
- Manius Otacilius Crassus, römischer Konsul 263 v. Chr. und 246 v. Chr.
- Titus Otacilius Crassus (Konsul 261 v. Chr.), römischer Konsul 261 v. Chr.
- Gnaeus Otacilius Naso, römischer Ritter, für den sich Cicero einsetzte
- Manius Otacilius Catulus, römischer Suffektkonsul 88

Ein Zweig der Otacilier wanderte nach Aventicum aus gelangte dort zu Einfluss.